# Type 381 (РЛС)
Type 381 (кодовое обозначение НАТО — Rice Screen, экспортное название — Sea Eagle) — трёхкоординатная РЛС воздушного поиска G-диапазона, разработанная Китайской Народной Республикой. Первый современный радар воздушного поиска, установленный на военном корабле ВМС Китая, фрегате типа 053K Yingtan.
Радар разрабатывался 724-м Научно-исследовательским институтом в Нанкине.
- Число одновременно сопровождаемых целей — 10;
- Передатчик на лампе бегущей волны и платинотроне с когерентной цепью;
- Приём когерентный с селекцией движущихся целей (коэффициент улучшения 30 dBm);
- Использует змеевидный волновод;
- Сканирование по углу места — частотное (FRESCAN).

Начало эксплуатации приходится на середину 1980-х годов, помимо эсминца типа 051Z (тип Tabidai I), который выполнял функции командного корабля ПВО, радар устанавливается на фрегатах типа 053K вместе с ЗРК HQ-61B. Также этим радаром были оснащены некоторые корабли, вооружённые ЗРК HHQ-7, в основе которого лежал зенитно-ракетный комплекс Crotal французского производства. Однако характеристики радара оказались недостаточными, и с 2000-х годов, когда начался ввод в строй ракетных эсминцев с новыми системами ПВО, радар был заменён РЛС типа 382, представляющей собой вариант российского производства «Фрегат МАЭ-5», однако даже после этого поставлялся на экспорт под названием «Sea Eagle S/C».

## Варианты
- Тип 381A (кодовое обозначение НАТО: Rice Screen)[1]
- Тип 381C (кодовое обозначение НАТО: Rice Shield)[6]

## Другие названия
Sea Eagle, Rice Shield, Rice Screen.